# Rosa 'Gentle Hermione'
Rosa 'Gentle Hermione' — сорт английских (англ. English Rose) роз.
Регистрационное название: 'Ausrumba'.
Сорт назван в честь Гермионы, королевы, жены Леонта из пьесы Уильяма Шекспира Зимняя сказка.

## Патент
United States — Patent No: PP 17,500 от 13 марта 2007
Заявление от 31 октября 2005

## Происхождение
Нераскрыто.
Селекционер: Дэвид Остин (David Austin), Великобритания, 2005 год.

## Биологическое описание
Шраб (англ. Shrub), английская роза (англ. English Rose).
Высота растения до 120 см. Ширина до 90 см.
Листья матовые, тёмно-зелёные.
Цветки старинной формы, нежно-розовые, тугонабитые, чашевидной формы. Имеют высокую устойчивость к дождю.
Аромат сильный с оттенком мирры.
Цветение в кистях, повтор хорошо выражен.

## В культуре
Декоративное садовое растение.
Зоны морозостойкости: от 6b (−17,8 °C… −20,6 °C) до более тёплых.
Устойчивость к болезням высокая.